# Actual Fantasy
Actual Fantasy – progresywno metalowy album wydany w 1996 roku przez holenderskiego multiinstrumentalistę Arjena Lucassena. Jest to druga płyta projektu Ayreon. Jest to zarazem jedyny album Ayreon, który nie jest operą rockową. W 2004 roku Arjen podpisał kontrakt z inną wytwórnią płytową InsideOut Music, co wymusiło wydanie reedycji poprzednich albumów Ayreonu, łącznie z Actual Fantasy Do reedycji została dołączona płyta DVD zawierająca remiks albumu w systemie 5.1.

## Lista utworów
1. Actual Fantasy – 1:33
2. Abbey of Synn – 9:34
3. The Stranger from Within – 7:40
4. Computer Eyes – 7:27
5. Beyond the Last Horizon – 7:35
6. Farside of the World – 6:20
7. Back on Planet Earth – 7:04
8. Forevermore – 7:16
9. The Dawn of Man – 7:32 (na reedycji)
10. The Stranger from Within – 3:39 (wersja singlowa) (na reedycji)

## Twórcy
- Okkie Huysdens – wokal
- Edward Reekers – wokal
- Robert Soeterboek (Cotton Soeterboek Band) – wokal
- Cleem Determeijer – syntezator
- Rene Merkelbach – organy Hammonda, syntezator
- Arjen Anthony Lucassen – pozostałe instrumenty
- Floortje Schilt – skrzypce
- Oscar Holleman – dźwiękowiec
- David Bachwitz – 'mały chłopiec' w utworze 1
- Kiki Holleman – 'dziecko' w utworze 8

### Dodatkowo na reedycji
- Ed Warby (Gorefest) – perkusja
- Peter Vink – gitara basowa
- Ewa Albering – flet

## Single
- The Stranger from Within – wyd. 1996